# Byron, Quận Monroe, Wisconsin
Byron là một thị trấn thuộc quận Monroe, tiểu bang Wisconsin, Hoa Kỳ. Năm 2010, dân số của thị trấn này là 1.173 người.